# 西仙台高原站
西仙台高原站（日语：／ Nishisendai-Hairando eki */?）是位於宮城縣仙台市青葉區作並字棒目木，東日本旅客鐵道仙山線的車站（廢站）。
在2014年（平成26年）3月14日，同線的八森站也一同被廢除。

## 概要
在1987年，此站啟用，當時設置於最近西仙台高原的位置。車站名稱取自該遊樂場。但是車站距離該處約3公里，多數遊客都是使用私家車，因此較少乘客使用此站。而當時車站前設有接送巴士來往遊樂場。
在車站啟用時，西仙台高原位於宮城町。該町於1987年編入至仙台市。在1990年8月，設施名稱「西仙台高原」改名為「仙台高原」，但是車站名稱沒有跟著改變。
從前只於星期六及假日部分列車停靠。在2003年時間表修正起，再沒有列車停靠此站，當時車站實際上已經是暫停服務的狀態。在仙台高原的網站內的交通資訊頁面中，於2004年度起再沒有記述使用此車站前往遊樂場，在網站內的交通資訊地圖沒有記載此站。遊客可於作並站或熊根站下車，致電給遊樂場後可安排接送服務，而熊根站內設有這個標示。
後來，仙台高原的遊樂場部分於2015年8月30日關閉，仙台高原鄉村俱樂部於2016年11月30日關閉。所有仙台高原的設施均已結業。

## 歷史
- 1987年（昭和62年）

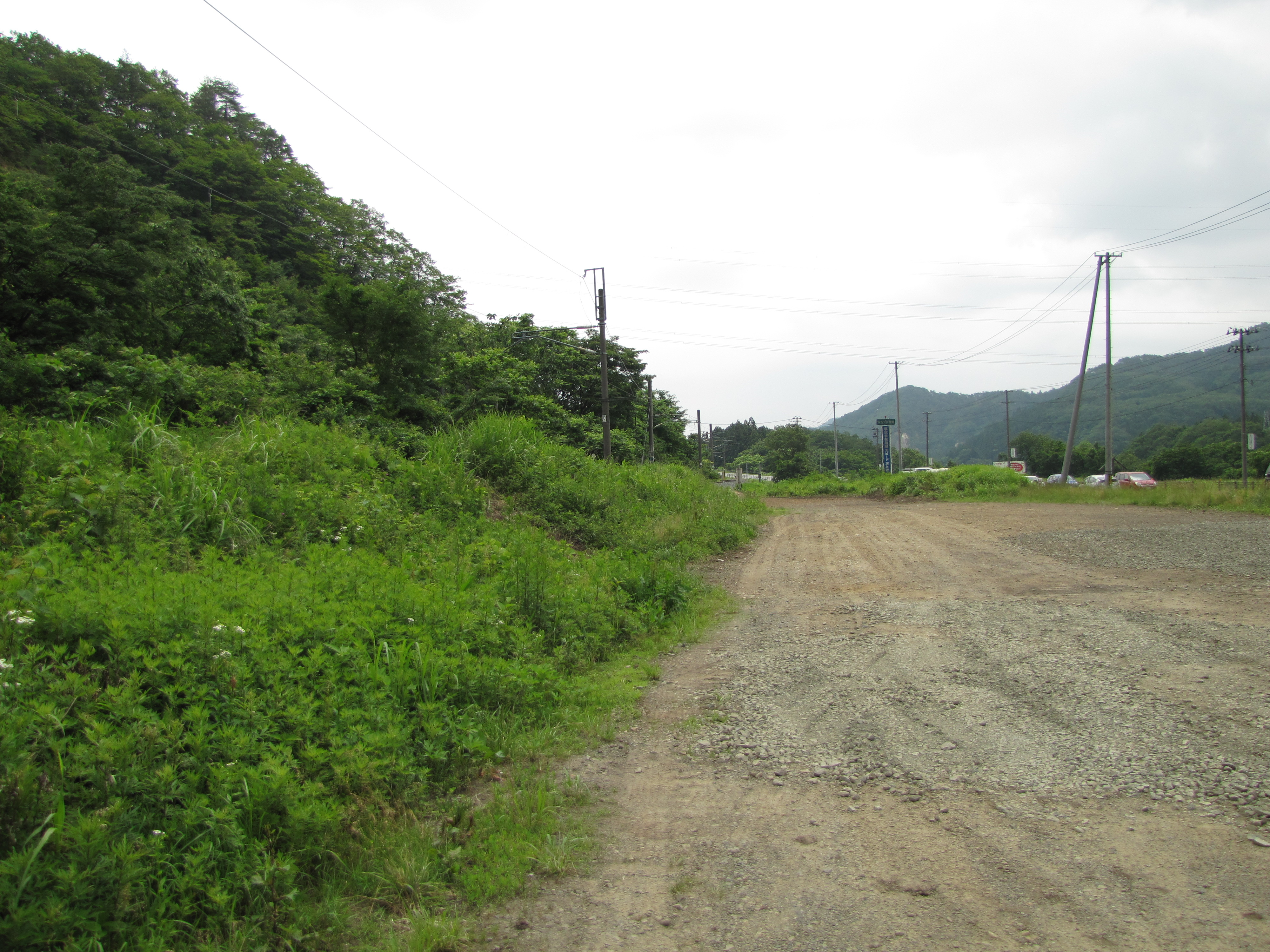
車站遺址（2014年6月）

  - 3月21日：車站啟用[1][5]。當時只有客運服務，並且已經是一座無人車站[6]。
  - 4月1日：伴隨國鐵分割民營化，車站由東日本旅客鐵道（JR東日本）營運[7][5]。
- 2003年（平成15年）10月1日：在當日實施的時間表修正起，再沒有列車停靠該站[1]。
- 2014年（平成26年）3月15日：此站被廢除。[2]。同年6月前把車站大樓拆毀。

## 車站構造
截至車站廢除前，此站是地面車站，設有1面1線的單式月台。車站由愛子站管理。在開設當初設有臨時櫃臺，乘客可在該處購買車票。當列車停站後，進入月台的樓梯會被拉上繩子，禁止入內。
雖然此站是臨時車站，也是在JR特定都區市內制度中的「仙台市內」車站。

## 車站周邊
- 不動瀑布
- 鳳鳴四十八瀑布（日语：鳳鳴四十八滝）
- 仙台高原（日语：仙台ハイランド）遺址
- 國道48號（日语：国道48号）

## 其他
此站連同北仙台站、南仙台站和東仙台站四站，成為了唯二集合了「東南西北車站名稱」的日本城市，另一個城市是浦和市。

## 相鄰車站
東日本旅客鐵道（JR東日本）
■仙山線
熊根－（臨）西仙台高原－作並

## 注腳
1. 1 2 3 4 5 6 7 8  . 週刊朝日百科. 23号 盛岡駅・平泉駅・山寺駅ほか74駅. 朝日新聞出版. 2013-01-20: 26 （日语）.
2. 1 2   (PDF) (新闻稿). 東日本旅客鉄道仙台支社. 2014-02-14  [2020-11-07]. （原始内容 (PDF)存档于2015-03-06） （日语）.
3. ↑  仙台ハイランドMAP（2004年6月7日現在）（日語） - Internet Archive
4. ↑  . 青葉ゴルフ・仙台ハイランド遊園地.   [2015-06-02]. （原始内容存档于2021-10-22） （日语）.
5. 1 2  石野哲（編）.  初版. JTB. 1998-10-01: 474. ISBN 978-4-533-02980-6 （日语）.
6. ↑  . 鐵道公報 (日本國有鐵道總裁室文書課). 1987-02-13: 1 （日语）.
7. ↑  『交通年鑑 昭和63年版』 交通協力會，1988年3月。

## 外部連結
- JR東日本 西仙台ハイランド駅，存于